# Festival Ispod bine
Festival Ispod bine, hrvatski glazbeni festival koji se održava u Splitu.
Kao tonski majstor i zvukovni umjetnik Hrvoje Pelicarić (iz sastava Zidar Betonsky) udružen s kustosicom i producenticom Natasahom Kadin pokrenuli su projektsound art festival, festival eksperimentalne i impro glazbe i zvukovne umjetnosti Festival Ispod bine, koji se u produkciji udruge Mavena i u suradnji s Multimedijalnim kulturnim centrom Split odvija u Domu mladih u Splitu od 2016. godine.

## Vanjske poveznice
- Facebook
- Festival Ispod bine  Arhivirana inačica izvorne stranice od 8. siječnja 2019. (Wayback Machine) Turistička zajednica Splita
- Dragan Andrić: Danas počinje izvedbeni dio četvrtog "Ispod bine" festivala   Arhivirana inačica izvorne stranice od 15. studenoga 2019. (Wayback Machine) SoundGuardian, 8. studenoga 2019.